# Subaru Rex
Der Subaru Rex wurde 1972 zunächst als dreitüriger Kleinstwagen der Kei-Car-Klasse in Japan eingeführt. Die Modellbezeichnung Rex bedeutet auf Latein König. Der Wagen war mit einem 360 cm³ großen luftgekühlten Heckmotor und Heckantrieb ausgestattet. Im Export hieß das Modell Subaru 400.
Mit dem Modellwechsel 1981 hatte der Rex von nun an Frontmotor und Frontantrieb. Dieser Wagen wurde als Subaru 600/700 und Subaru Mini Jumbo in Europa verkauft und  in Australien als Subaru Sherpa. Auf dem 81er Modell basierte der 1984 eingeführte Justy. Im Jahr 1986 erfolgte ein weiterer Modellwechsel des Rex, dem 1989 ein Facelift folgte. Dieses Modell ist auch als Subaru Sherpa/Fiori und Subaru M70/M80 bekannt. Nachfolger des Subaru Rex wurde 1992 der Vivio. In seiner japanischen Heimat, wo er auch in der Turboversion VX lieferbar war, hat der Rex noch heute den Status eines Kultautos. Insgesamt wurden 1.902.811 Subaru Rex produziert.

## Rex K21/K22/K42 Subaru 400 1972–1976
Der Rex K21 wurde im Juli 1972 eingeführt als Ersatz für den Subaru R-2. Er hatte wie sein Vorgänger Heckmotor und Heckantrieb mit 4-Gang-Schaltgetriebe. Jedoch war die Karosserie deutlich modernisiert worden, wodurch nun auch ein Heckkofferraum zur Verfügung stand. Das Design des neuen Rex war an die L-Serie angelehnt. Der Rex kam mit dem ursprünglich im R-2 eingeführten wassergekühlten EK34-Zweitakt-Motor mit 356 cm³ und als Dreitüriges Schrägheck auf den Markt. Im Februar 1973 wurde ein fünftüriges Schrägheck Modell ins Programm genommen. Während der EK34-Motor mit einem einzigen Vergaser auf 23 kW (30 PS) kam, brachte ein Doppel-Vergaser 27 kW (37 PS).
Im Oktober 1973 wurde der Zweitakt-Motor durch den wassergekühlten Viertakt-Motor EK21 ersetzt. Außerdem erfolgte ein leichtes Facelift an der Front mit neuem Chassis-Code: K22. Optional waren nun Scheibenbremsen vorne erhältlich. Exportiert wurde der Rex K22 als Subaru 400.
Ab Februar 1974 gab es ein 3-türiges „Van“ (K42) genannte Lieferwagenmodell mit verblechten Seitenfenster ohne Rücksitze, was für erhebliche Einsparungen bei Steuern und Gebühren sorgte mit einer 20 kW (26 PS) starken Ausführung des EK21-Motor. Zudem gab es nun optional 5-Gang-Schaltgetriebe. Im April 1975 erhielt der Van ein höheres Dach und wurde zu einem Viersitzer. Dies wurde aufgrund der japanischen Nutzfahrzeug-Verordnung notwendig. Die Motoren wurden nun mit dem SEEC-T-Emissionen Kontrollsystem ausgestattet.

### Rex K23/K43 Subaru 500-600 1976–1981
In Reaktion auf neue Regelungen für Kei-Cars stellte Subaru im Mai 1976 den Rex 5 vor. Dieser behielt die frühere Karosserie (allerdings erweitert um 10 cm und mit einer verlängerten Motorhaube für eine Gesamtlänge von 3.185 mm/125.4 in) und einen 490-cm³- Motor. Der Rex 5 (K23, K43 in der Van-Version) hatte nun als Standard 23 kW (31 PS), die Van-Version 21 kW (28 PS). Diese Version, Subaru 500 im Export genannt, wurde durch den größeren Rex 550 genau ein Jahr nach ihrer Einführung ersetzt.
Der Rex 550/ Subaru 550 wurde im Mai 1977 eingeführt, hatte den mit SEEC-T ausgestatteten wassergekühlten Viertakt- 544 cm³ EK23 Serienmotor. Wiederum im Heck montiert und gekoppelt mit einem Viergang-Schaltgetriebe blieb die max. Leistung bei 31 PS(23 kW) bei einer etwas niedrigeren Drehzahl und gestiegenem Drehmoment. Der Chassis-Code wurde K24 beim Van K44. Wie üblich erhielt der Van eine niedrigere Version des Motors mit 21 kW (28 PS). Der Rex 550/Subaru 550 hieß in den meisten Exportmärkten Subaru 600.
Im März 1978 wurde die SwingBack Version, eine zweitürige Limousine mit größerer Heckscheibe, hinzugefügt. Die große Heckscheibe hatte eine etwas kleinere Öffnung zum Motorraum, aber das war mehr als wettgemacht da der Zugang zum hinteren Kofferraum von außen nun deutlich bequemer war. Im März 1979 erhielt der Rex ein leichtes Facelift mit neuen Felgen und leicht modifizierten Stoßfängern und einem kleinen Spoiler.
In Reaktion auf den sehr günstigen Suzuki Alto gab es ab Oktober 1979 eine Version des Van namens „Family Rex“, welche für einen sehr niedrigen Preis von ¥ 480,000 (unter 2.000 US-Dollar zu der Zeit) hatte. Ab März 1980 gab es optional ein Automatikgetriebe für den Rex K23/Subaru 550-600.

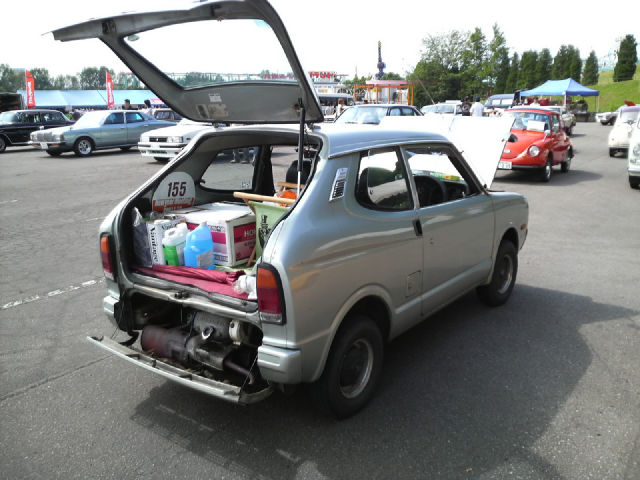
Heckansicht
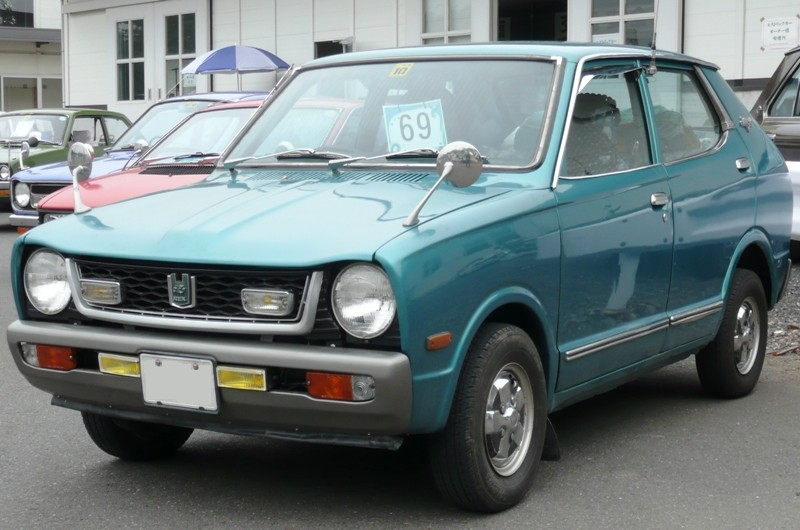
Fünftürer
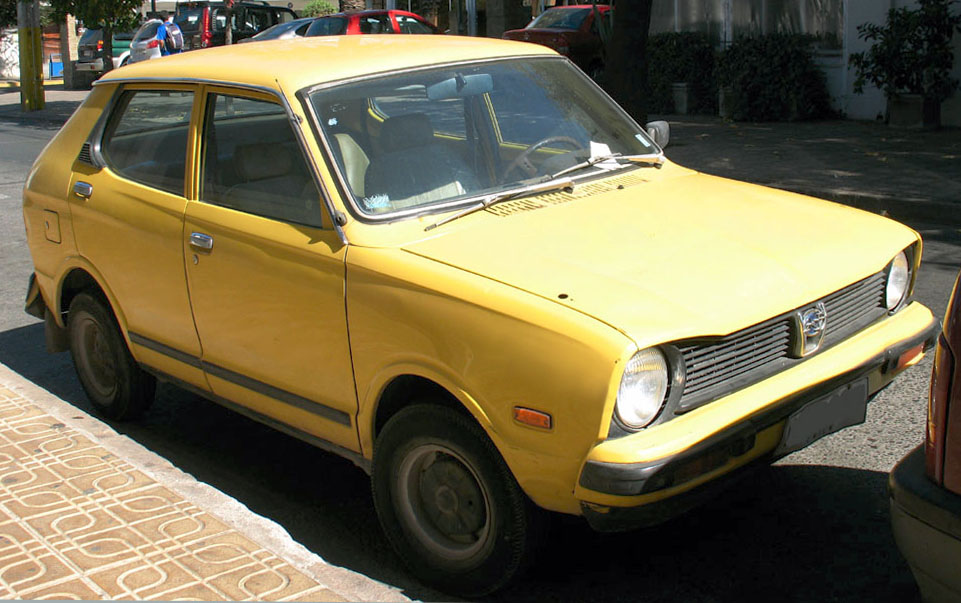
Subaru 600

## Subaru Rex KA / Subaru Sherpa/ Subaru 600/700 1981–1986
Im August 1981 wurde die zweite Generation des Subaru Rex mit Frontmotor und Frontantrieb, Einzelradaufhängung rundum und 4-Gang-Schaltgetriebe eingeführt. In den europäischen Märkten wurde das Auto als Subaru 600 oder Subaru Mini Jumbo vertrieben, in Australien als Subaru Sherpa. Die Leistung blieb zunächst mit dem 544-cm³-Motor und 21 kW (31 PS) gleich wie beim Vorgänger. Optional war ein 5-Gang-Schaltgetriebe oder ein 3-Gang-Automatikgetriebe erhältlich. 1982 wurde der Rex Dino eingeführt. Hierfür wurde die Fuji Sankei Communications Group gegründet, die den Rex Dino exklusiv und branchenweit als erstes Fahrzeug via Versandhandel vertrieb.
Im September 1982 wurde eine größere 665-cm³-Version des Zweizylinder-Motors mit nun 27 kW (37 PS) eingebaut. Die Höchstgeschwindigkeit betrug nun 125 km/h statt 110 km/h. Ab Oktober 1983 war optional ein Allradantrieb für den 3-Türer erhältlich, ein Novum in dieser Fahrzeugklasse. Dieses wurde elektrisch durch Drücken eines eingebetteten Schalter im Schalthebel aktiviert. Ab Dezember 1983 wurde in Japan für die 4WD Version der 544-cm³-Motor mit Turbolader gebaut, zudem gab es nun innenbelüftete Scheibenbremsen vorne serienmäßig. Im September 1984 erfolgte eine Überarbeitung der Front, die mit nun 2 eckigen Scheinwerfern dem Schwestermodell Justy angepasst wurde, der Allradantrieb war nun auch für die fünftürigen Versionen verfügbar. Im September 1985 wurde das 5-Gang Schaltgetriebe zur Standardserienausstattung. im September 1986 endete die Produktion des Rex 2/ Sherpa.

### Subaru 600 / 700 Subaru Mini Jumbo Europa 1981–1984
Ursprünglich wurde der Rex 2 als Subaru 600 oder Subaru Mini Jumbo ab 1981 mit dem 544-cm³-Motor angeboten. Als im September 1982 der 665-cm³-Motor Einzug hielt, wurde der 600 nun zum Subaru 700, einhergehend mit 9 cm größerer Fahrzeuglänge aufgrund größerer Stoßfänger und 12-Zoll-Räder (statt der Zehn-Zoll-Einheiten in Japan). Serienmäßig waren ein 5-Gang-Schaltgetriebe und innenbelüftete Scheibenbremsen verbaut. Der 544-cm³-Motor war erst wieder mit Einführung des Allradantriebs ab Oktober 1983 mit Turbolader erhältlich. Anders als in Japan war auch der 5-Türer mit Allradantrieb erhältlich. Im Laufe des Jahres 1984 wurde der Import des Subaru 700/Subaru Mini Jumbo zugunsten des auf dem Rex2 verlängerten und verbreiterten Subaru Justy eingestellt.

### Yunque GHK  1991–2005
Guizhou Youngman Yunque Automobile Company aus China baute die zweite Generation des Subaru Rex unter Lizenz als Yunque GHK zwischen 1991 und 2005.

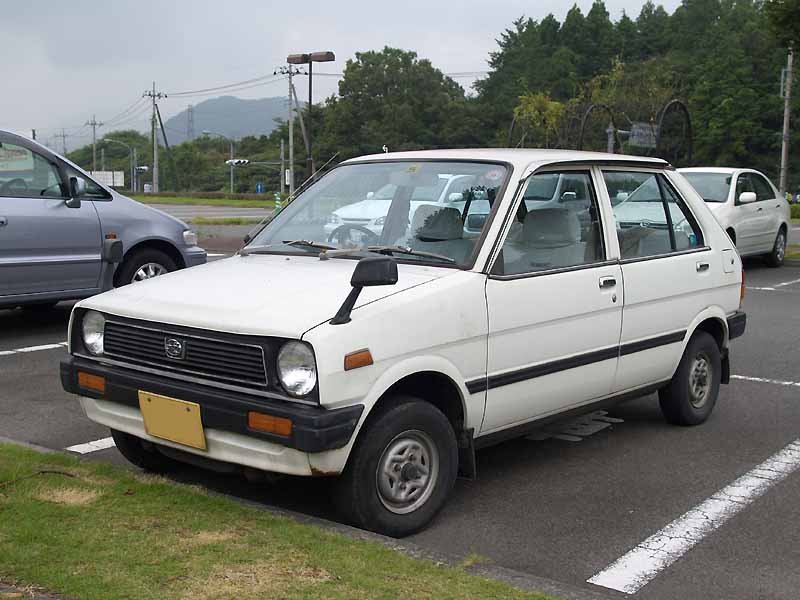
Rex 2 Fünftürer
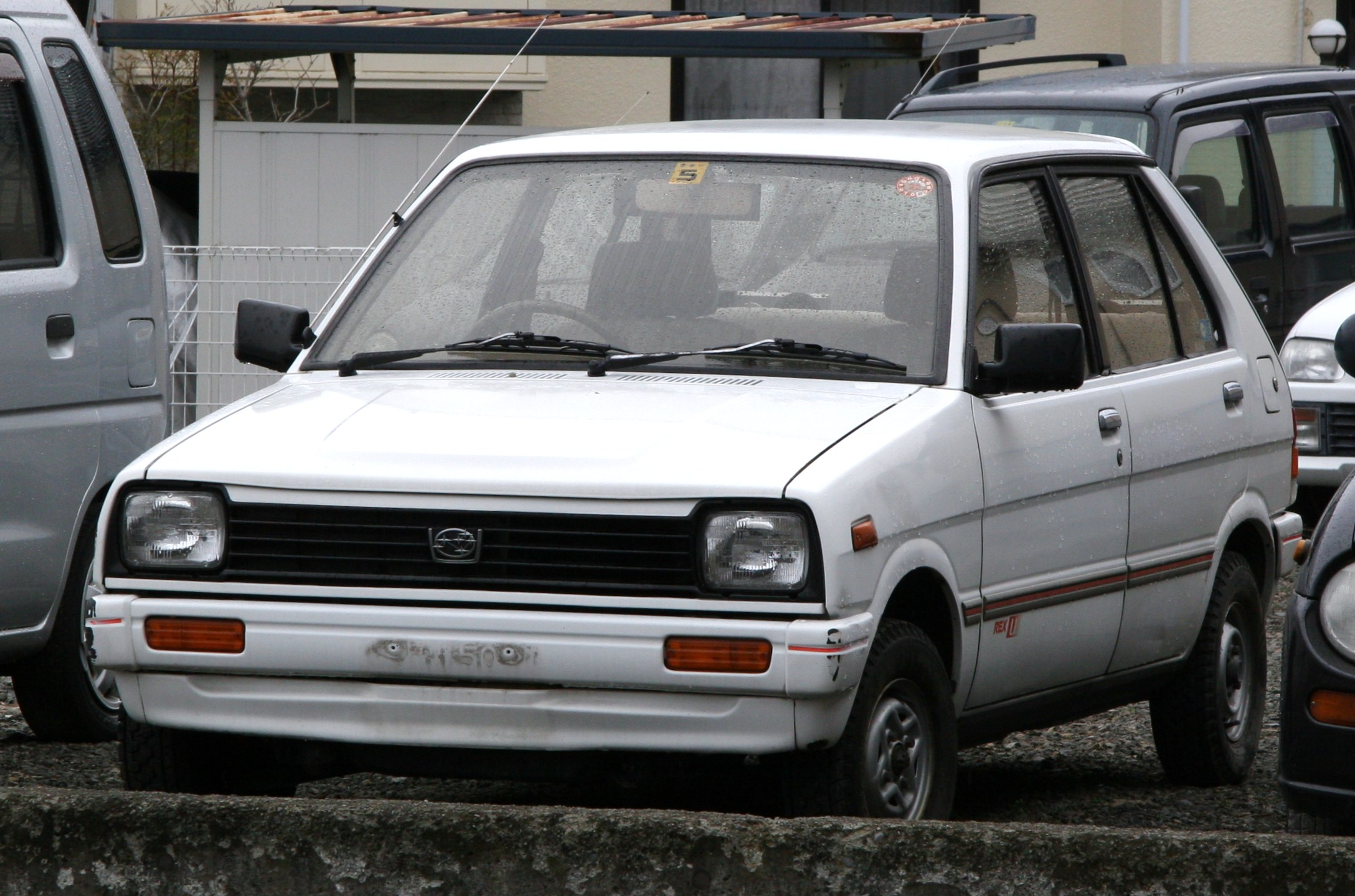
Rex 2 Facelift Version
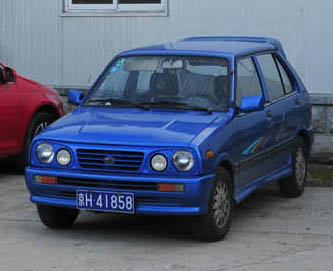
Yunque GHK

## Subaru Rex KG / Subaru Mini Jumbo M70 / Subaru Sherpa 1986–1989
Die dritte Generation Rex KG wurde im November 1986 mit drei oder fünf Türen vorgestellt. Im Export wurde der Rex KG in Europa als Mini Jumbo M70, in Australien Sherpa M70 genannt. Neben einem SOHC-Motor mit 544 cm³ und 22 kW (30 PS)(nicht für Export), gab es für Exportmärkte nun die 665-cm³-Version des Zweizylinders mit 26 kW (36 PS). Es wurde kein Turbo-Motor mehr angeboten.
Ab Februar 1987 war ein permanenter Allradantrieb optional erhältlich, jedoch nur in Verbindung mit dem stärkeren Drei-Ventil-Motor. Ab Juni 1987 gab es optional ein CVT-Getriebe, das EVT genannt wurde. Eine aufgeladene Version mit Ladeluftkühlung, elektronischer Einspritzanlage und Kompressor wurde als Option ab März 1988 angeboten. Die Leistung des Motors erhöhte sich dadurch auf 40 kW (55 PS). Ab Mai 1988 gab es nun optional ein großes mittiges elektrisches Schiebedach.

### Subaru Rex KH / Subaru Mini Jumbo M80 / Subaru Fiori 1989–1992
Im Juni 1989 erfolgte ein Facelift, der EK-Serie-Motor mit 665 cm³ wurde durch den EN05-Motor ersetzt, wodurch die Leistung auf 28 kW (38 PS) beim Standard-Motor und 45 kw (61 PS) beim Kompressormotor stieg. Im Juli erhielten die Export-Versionen die gleichen Änderungen und wurden nun zum Subaru Mini Jumbo M80 in Europa und Subaru Fiori in Australien. Bereits im März 1990 gab es ein erneutes Facelift mit einer nun 660-cm³-Version des EN-Motors und einer mehr gerundeten Front aufgrund neuer Vorschriften für die Kei-Cars.
Für den Export gab es zusätzlich ein 4-Zylinder-EN08-Triebwerk mit Vergaser und 758 cm³ Hubraum. Dieser Motor leistete 31 kW (42 PS) bei 6.000 min−1, das Fahrzeug erreichte damit eine Höchstgeschwindigkeit von 138 km/h.
Das Ende für den Rex kam März 1992, als er durch den Subaru Vivio ersetzt wurde. In China ist der KG/KH Rex als Jiangbei Meilu JJ 7090 produziert und verkauft worden.

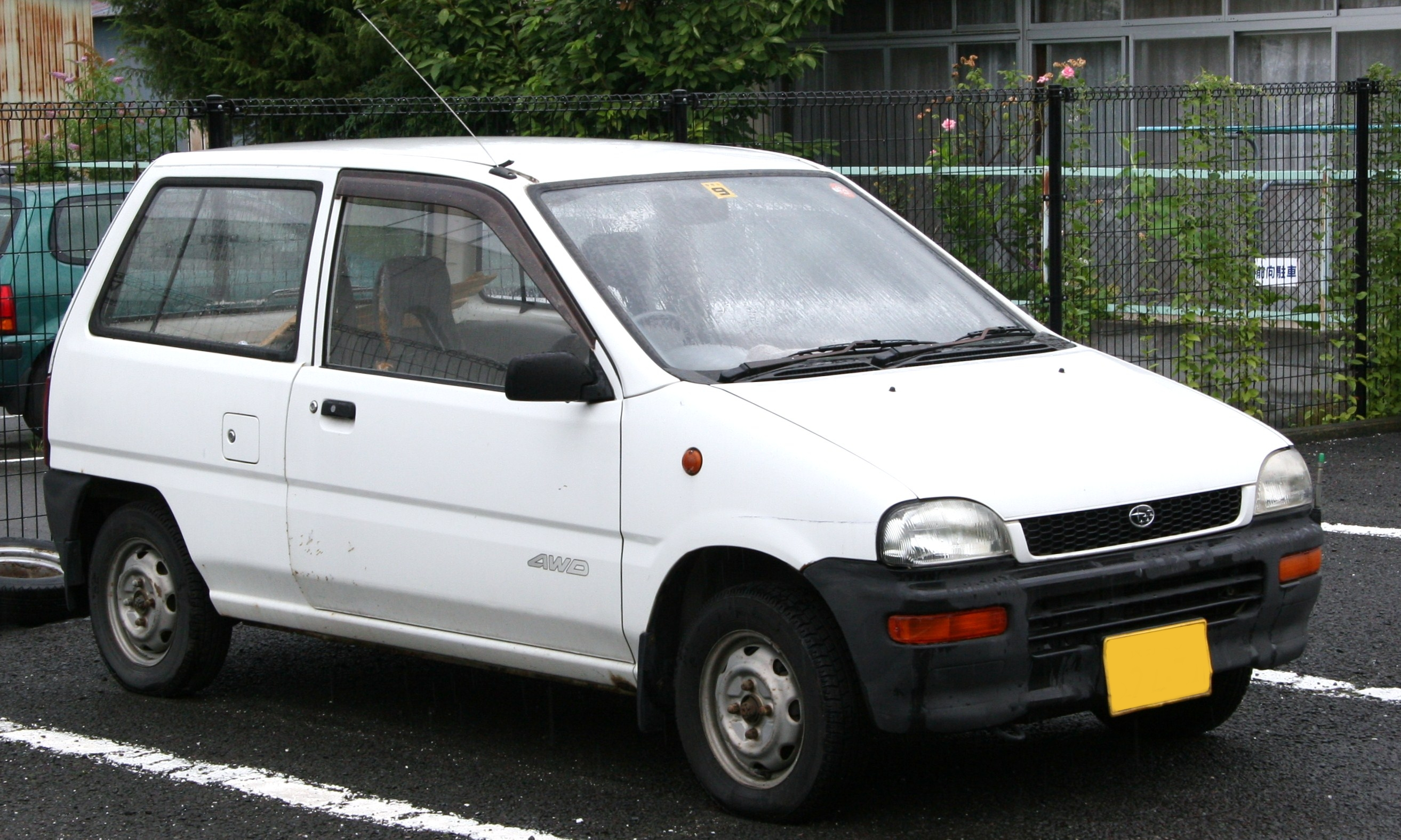
Rex KH 3-Türer
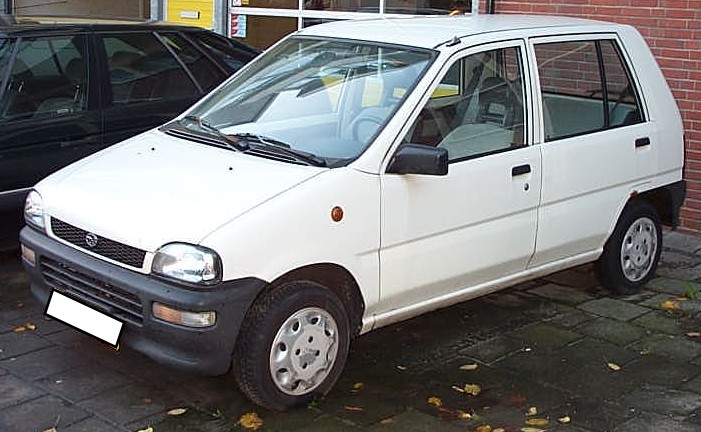
Rex KH 5-Türer